# P1PK血型系统
P血型系统（英語：P Antigen System）是人类血型系统的一种，其基因座位于22号染色体上。其抗原以糖脂形式存在，包括P1、P2、Pk1、Pk2以及p五种表型。

## 发现历程
1927年，奥地利生物学家卡尔·兰德斯泰纳和美国免疫学家菲利普·列文在研究新生儿溶血症期间，从输入人类血液的家兔体内发现一种新抗体。这种抗体可以凝集一部分人的红细胞，而对另一部分人群的红细胞则没有效果。他们将这两种血型分别称为P（+）型和P（-）型。他们同时发现了属于另一种血型系统即MNS血型系统的M、N抗原。后来，人们将P（+）型和P（-）型分别称为P1型和P2型。1959年，Matson发现了同属于此系统的Pk抗原，1965年，Kortekangas又将这一亚型细分为Pk1和Pk2型。

## 參看
- 血型